# Желчино
Желчино — село в Рыбновском районе Рязанской области России, входит в состав Алешинского сельского поселения.

## География
Село расположено на берегу речки Мощенка в 7 км на юго-восток от центра поселения села Алешня, в 14 км на юг от райцентра города Рыбное.

## История
В качестве сельца Желчино упоминается в платежной книге 1628 года, где оно значится вотчиной Мельгунова. Каменная Николаевская церковь в селе построена вместо бывшей деревянной Натальей Кирилловной Нарышкиной после её выхода замуж за царя Алексея Михайловича (после 1671 года). В старину церковь называлась Кладбищенской, потому что при ней находилось кладбище, на котором хоронились бояре, в том числе и многие из рода Нарышкиных. По окладным книгам 1676 года при Николаевской церкви в приходе было 82 двора, в том числе 20 дворов боярских.
В XIX — начале XX века село входило в состав Бахмачеевской волости Рязанского уезда Рязанской губернии. В 1905 году в селе было 76 дворов.
С 1929 года село являлось центром Желчинского сельсовета Рыбновского района Рязанского округа Московской области, с 1937 года — в составе Алешинского сельсовета Рязанской области, с 2015 года — в составе  Алешинского сельского поселения.

## Население
| 1859 | 1897 | 1906 | 2010 |
| ---- | ---- | ---- | ---- |
| 413  | ↗572 | ↘559 | ↘12  |